# Cima delle Saline
La Cima delle Saline è una cima delle Alpi Liguri alta 2612 m. È la terza vetta più alta delle Alpi Liguri.

## Toponimo
Il monte prende il nome dal vicino Passo delle Saline, cosiddetto perché posto sulla via un tempo percorsa per il commercio del sale tra Piemonte e Liguria.

## Caratteristiche

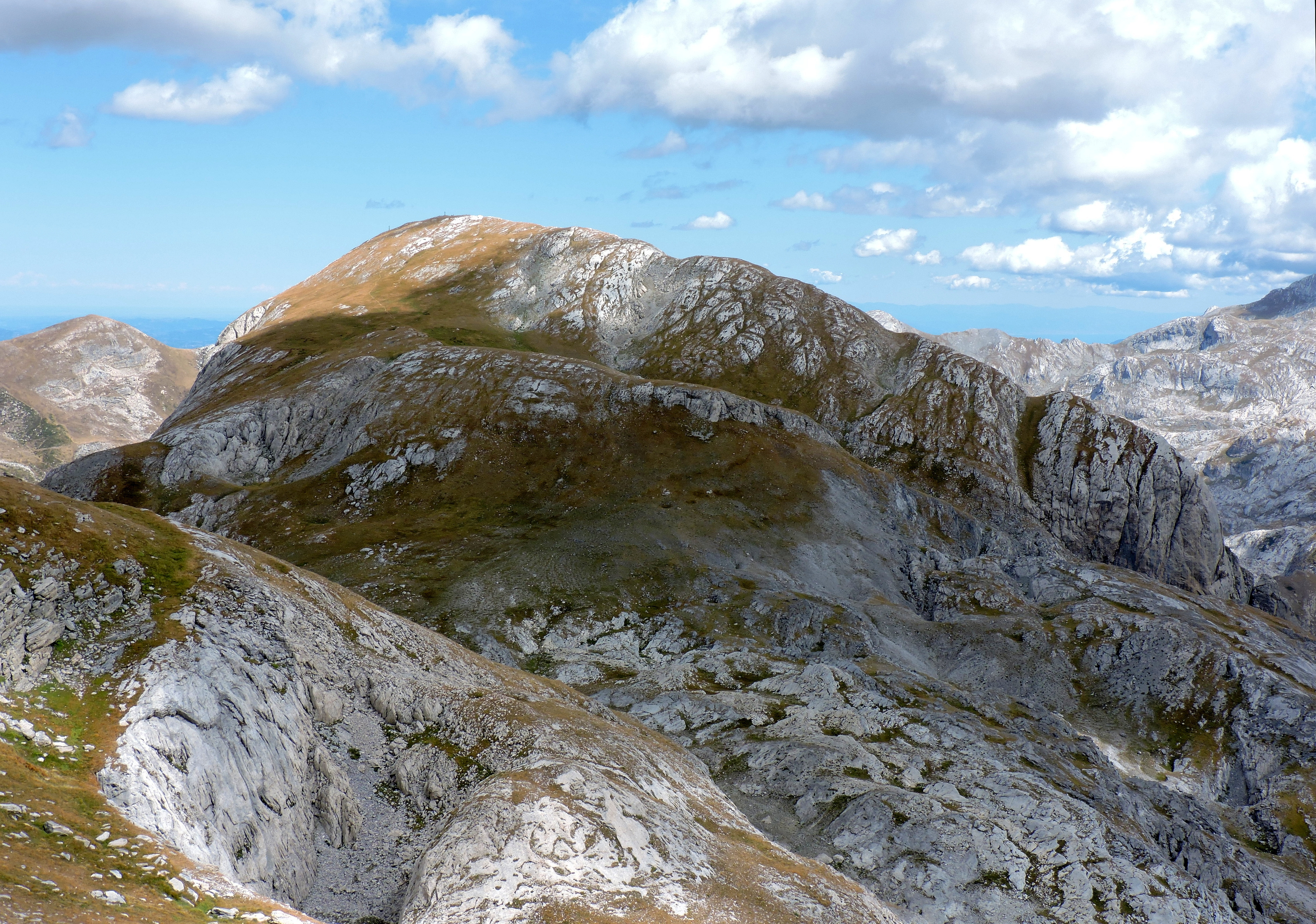
Vista dall'anticima di Pian Ballaur

La montagna si trova nel complesso carsico del Marguareis, sullo spartiacque tra la Valle Ellero e la Val Tanaro (per la precisione, la sottovalle del Negrone), ed è caratterizzata da notevoli fenomeni carsici. La roccia che la compone è un calcare del Giurassico. Il versante settentrionale è costituito da ripide pareti subverticali, mentre il versante meridionale è una lunga cresta digradante, ricca di doline ed inghiottitoi. Vista dalla pianura, la sommità ha una caratteristica forma arrotondata. La sua prominenza topografica è di 270 metri.

## Accesso alla vetta

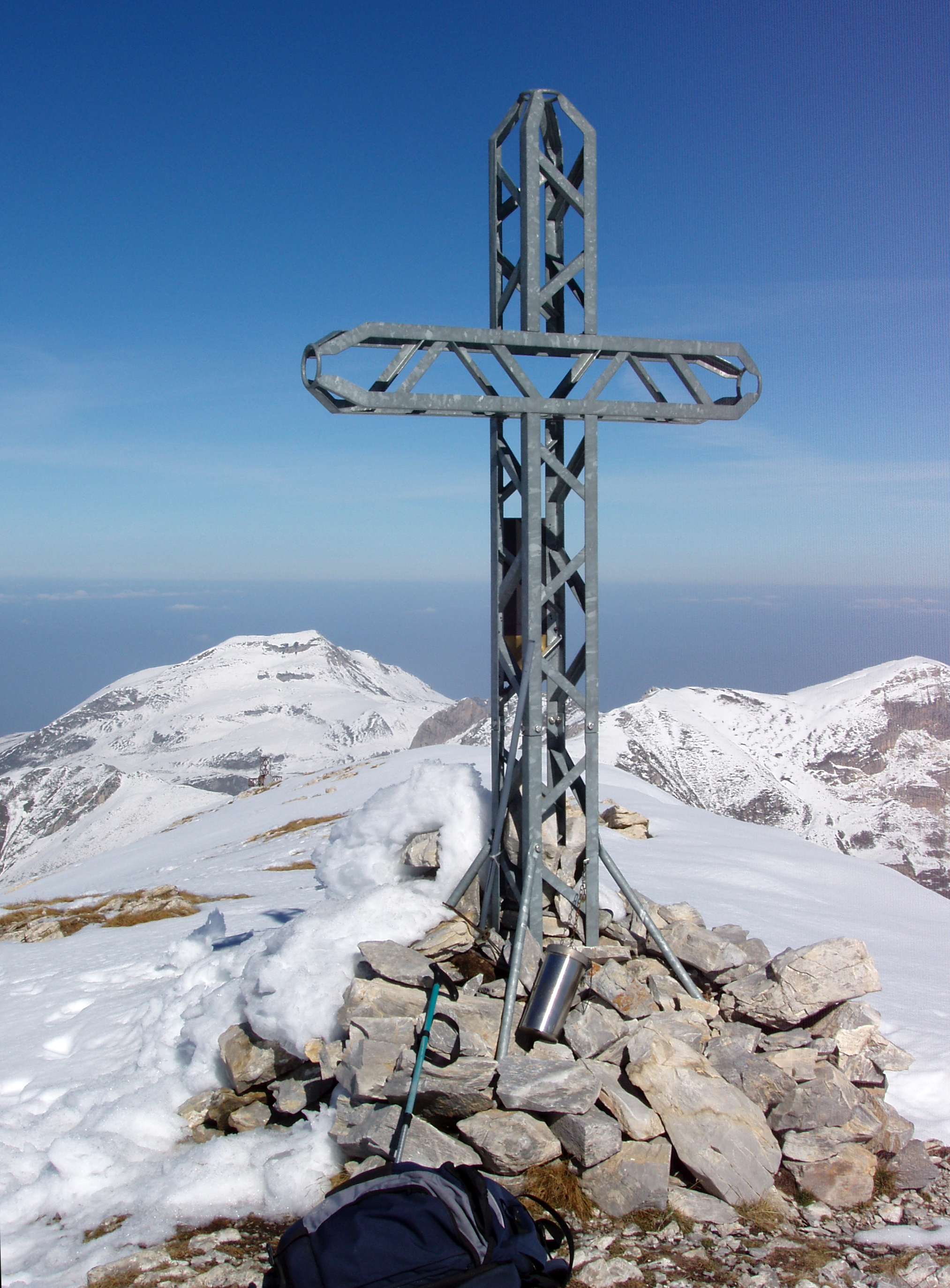
La croce di vetta

### Estivo
L'accesso è di tipo escursionistico, con difficoltà valutata in E.
L'itinerario tipico prevede di partire da Carnino Inferiore, in Alta Val Tanaro. Si segue il sentiero GTA A5, passando vicino al Rifugio Ciarlo-Bossi, fino a dei ruderi a quota 1962, dove si danno due possibilità. Un itinerario prevede di abbandonare il sentiero A5 per risalire verso NO fino alla colletta posta tra la Cima delle Saline e la Cima degli Arpetti; da qui si risale la cresta meridionale in direzione NNE fino alla croce di vetta. Un altro itinerario prevede invece di proseguire fino al Passo delle Saline; da qui si volge a sinistra (Ovest), e si risale per traccia di sentiero poco sotto la cresta orientale fino alla vetta. I due itinerari possono essere uniti per creare un giro ad anello.
Il Passo delle Saline può essere raggiunto anche dalla Valle Ellero, partendo dalla Porta di Pian Marchisio, passando vicino al Rifugio Havis De Giorgio e seguendo quindi il sentiero G3 fino al passo. La salita alla vetta può essere abbinata a quella alla vicina Cima Pian Ballaur.
La Cima delle Saline è anche una ambita meta per itinerari in mountain bike.

### Invernale
La montagna è accessibile d'inverno con gli sci da sci alpinismo, ma la stagione consigliata per questo tipo di salita è l'inizio della primavera.

## Punti d'appoggio

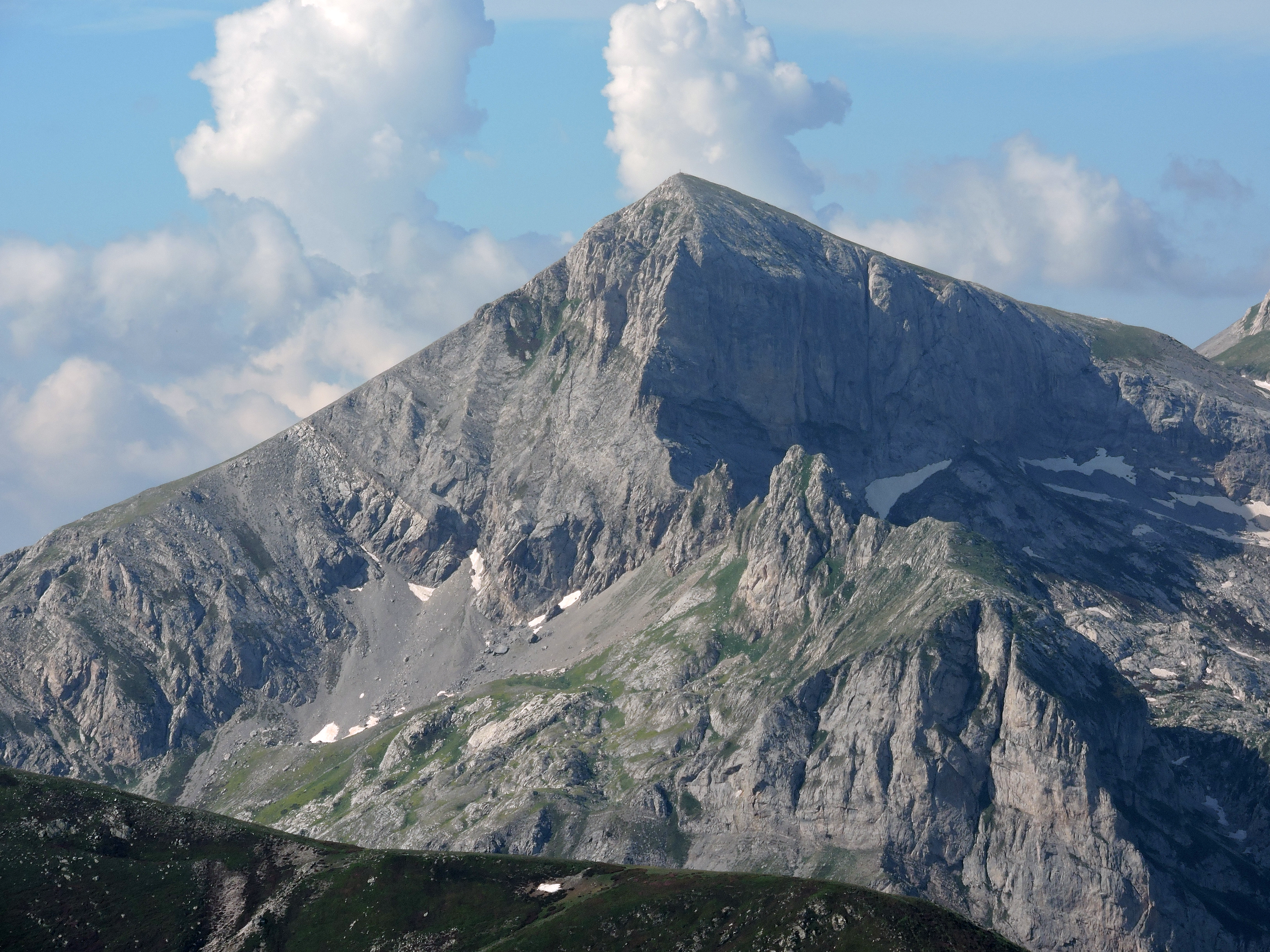
Vista dal Monte Mondolè

- in Val Tanaro: Rifugio Mongioie, Rifugio Ciarlo-Bossi, Rifugio don Barbera.
- in Valle Ellero: Rifugio Havis De Giorgio, Rifugio Garelli.

In Val Tanaro è presente anche la Capanna Saracco-Volante, che però, essendo capanna speleologica non è da considerare come punto d'appoggio per un'escursione, ma solo come eventuale riferimento d'emergenza.

## Tutela naturalistica
Il versante della montagna rivolto verso la Val Tanaro rientra nell'area del Parco naturale del Marguareis.